# Annelies Verbeke
Annelies Verbeke (Dendermonde, 6 februari 1976) is een Vlaams schrijfster.

## Levensloop
Verbeke studeerde Germaanse talen aan de Universiteit Gent en scenarioschrijven aan het RITCS te Brussel.
Haar scenario Dogdreaming werd geselecteerd voor European Pitch Point 2003, een scenariowedstrijd tijdens het Filmfestival van Berlijn. Eind 2003 verscheen haar roman Slaap!, waarmee zij de Vrouw & Kultuur Debuutprijs, de Debuutprijs 2004 en het Gouden Ezelsoor 2005 won. Er werden meer dan 75.000 exemplaren van Slaap verkocht, het kreeg lovende kritieken en de rechten werden aan meer dan 22 landen verkocht. 
In 2003 werd zij door de Belgische Stichting Roeping uitgeroepen tot een van de vijftien meest belovende Vlamingen onder de dertig jaar.
Haar werk won een aantal prijzen, waaronder de prestigieuze F. Bordewijk-prijs in 2015 en verscheen in 22 talen. In 2016 won ze de Opzij Literatuurprijs voor Dertig dagen. In februari 2018 won ze de vierde J.M.A. Biesheuvelprijs voor Halleluja. In 2022 werden de Jana Beranováprijs en de Ultima aan haar toegekend.
Verbeke was in 2020 een van de oprichters van schrijverscollectief Fixdit.